# Чорноглазівка (Павлоградський район)
Чорногла́зівка (в минулому — Стешено-Чорноглазівка) — село в Україні, у Юр'ївській селищній громаді Павлоградського району Дніпропетровської області. Населення за переписом 2001 року становить 280 осіб. До 2017 орган місцевого самоврядування — Чернявщинська сільська рада.

## Географія
Село Чорноглазівка знаходиться на лівому березі річки Оріль, вище за течією на відстані 3,5 км розташоване село Терни, нижче за течією на відстані 1,5 км розташоване село Чернявщина.

## Археологія
У села половецькі кургани.

## Історія
Станом на 1886 рік, у селі, центрі Стешено-Чорноглазівської волості Павлоградського повіту Катеринославської губернії, мешкало 620 осіб, налічувалось 124 двори, діяла православна церква, школа, земська станція, лавка, відбувалося 2 щорічних ярмарки.
Під час організованого радянською владою Голодомору 1932—1933 років померло щонайменше 90 жителів села.
12 червня 2020 року, відповідно до розпорядження Кабінету Міністрів України № 709-р «Про визначення адміністративних центрів та затвердження територій територіальних громад Дніпропетровської області», увійшло до складу Юр'ївської селищної громади.
19 липня 2020 року, в результаті адміністративно-територіальної реформи та ліквідації Юр'ївського району, село увійшло до складу Павлоградського району.

## Пам'ятка
В центрі села розташовується Братська могила радянських воїнів.

## Відомі особистості
Уродженкою села є довгочасний ректор Київського педагогічного інституту Підтиченко Марія Максимівна (1912-1991).